# 陰嚢水腫
陰嚢水腫（いんのうすいしゅ）または睾丸水瘤（こうがんすいりゅう）（英: Hydrocele testis）とは、精巣を包む精巣鞘膜層に包まれた空間である鞘状腔内に透明な液体が貯留した状態を指す。水腫の最も一般的な形態であり、単に「水腫」または「水瘤」と呼ばれることがある。原発性陰嚢水腫は、患側の陰嚢に痛みを伴わない腫大を生じ、精巣鞘膜の2つの層の間に分泌された液体の吸収不全が原因と考えられている。続発性陰嚢水腫は、精巣の炎症または新生物のいずれかに続発する。
陰嚢水腫は通常片側に発生するが、両側に発生することもある。この貯留は、身体的外傷、感染、腫瘍、精索静脈瘤手術の指標となりうるが、一般に原因は不明である。外鼠径ヘルニアは陰嚢水腫のリスクを高める。

## 徴候と症状

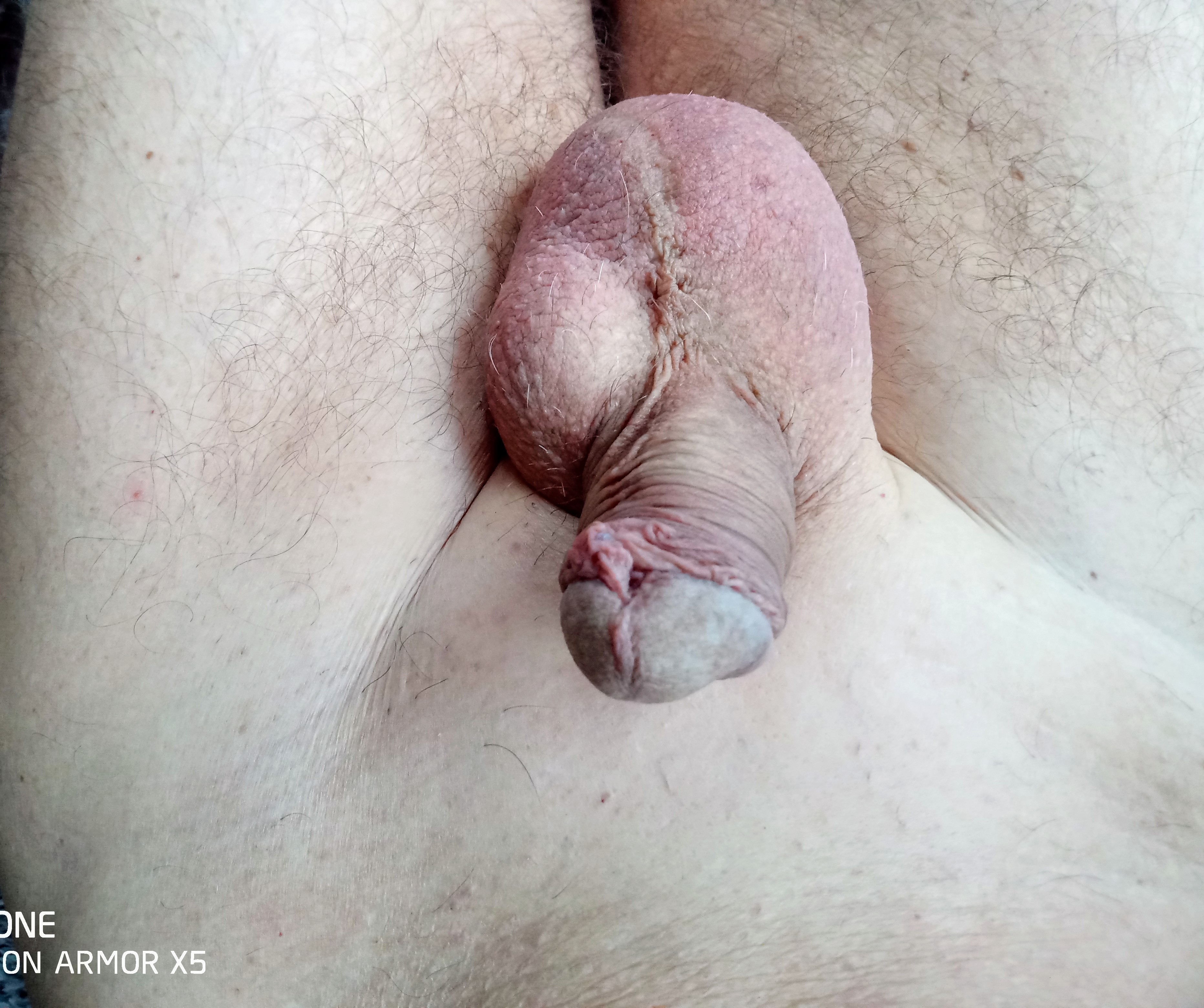
成人男性における陰嚢水腫の外観（右）

陰嚢水腫は触診では、陰嚢の中で液体が入った小さな風船のように感じられる。それは滑らかで、主に精巣の前方に発生する。陰嚢水腫の大きさは様々で、通常は痛みもなく無害である。しかし、液体が溜まり続けて陰嚢がさらに大きくなると、不快感が増すと思われる。時には、肥大した部分が正常な睾丸を圧迫し、両方の睾丸に痛みが生じる場合もある。また、男性の性欲を減退させ、腫瘤が大きくなることを恐れて患者が活動的でなくなる。陰嚢水腫の液体は透明であるため、水腫部は透光性がある。
陰嚢水腫の症状は、精巣腫瘍と容易に区別できる。水腫は軟らかく液体を含んでいるのに対し、腫瘍は硬くゴツゴツした感触がある。

### 生殖能力
陰嚢水腫は通常、生殖能力に影響しないと考えられる。しかし、不妊に関する他の要因を示唆している可能性もある。

## 原因
胚発生の際、精巣は鼠径管を通って下降し、下降する際に腹膜の憩室を陰嚢内に引き込む。この腹膜組織は鞘状突起として知られている。通常、鞘状突起と腹膜の間の連絡は遮断され、精巣鞘膜として精巣と精巣上体を包む形になる。先天性陰嚢水腫は、鞘状突起が残っているために腹膜からの液体が陰嚢内に貯留することで生じる。

## 診断

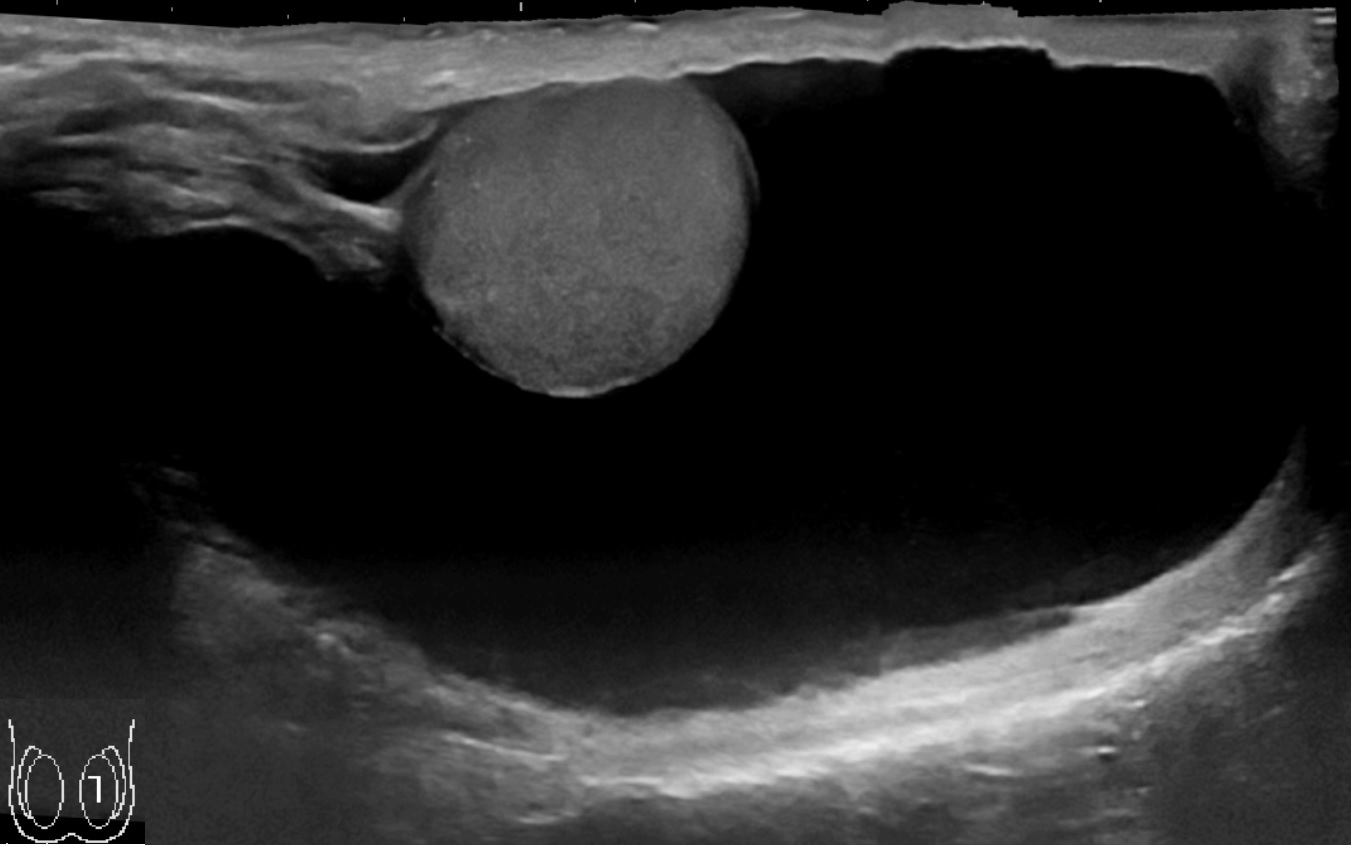
陰嚢超音波検査による10cm大の陰嚢水腫。精巣の周囲に無エコー（暗色）の液体が認められる。

鞘状突起閉鎖不全による陰嚢水腫

体液の貯留は、超音波検査によって正しく診断できる。

## 治療
貯留した液体は吸引によって排出することができるが、これは一時的なものに過ぎない。より永続的な選択肢は外科的処置で、一般的には外来通院（当日）処置で、水瘤切除術と呼ばれる。水瘤切除術には2つの手術法がある。
水腫嚢摘出を伴う水瘤切除術水腫嚢を完全に取り出した後、切開し、1～2cmのマージンを残して水腫嚢を部分切除する。その際、精巣血管、精巣上体、精管を傷つけないように注意する。止血のために水腫嚢の縁を重ねて縫うか（von Bergmann法）、縁を精索の後ろで縫い合わせる（Winkelmann法またはJaboulay法）。水腫嚢の切除を伴う水腫手術は、大きな水腫嚢や肉厚の水腫嚢、多胞性水腫嚢に対して有用である。
鞘状突起縫縮による水腫手術水腫嚢を小さな皮膚切開で開き、縫合によって縮小する（Lord法）。本法は中程度の大きさで壁の薄い水腫嚢に適している。縫縮法の利点は最小限の剥離で合併症が少ないことである。
水腫を手術で取り除かない場合、水腫は成長し続ける可能性がある。水腫液は吸引して取り除くことができ、泌尿器科医のクリニックで行うことが可能で、侵襲性は低いが、再発率が高い。硬化療法は水腫液吸引後に硬化剤を注入して体液の移動を阻害する方法で、成功率が高い。多くの患者では、水腫が再発すると、吸引と硬化療法が繰り返される。